# Capitello indo-corinzio

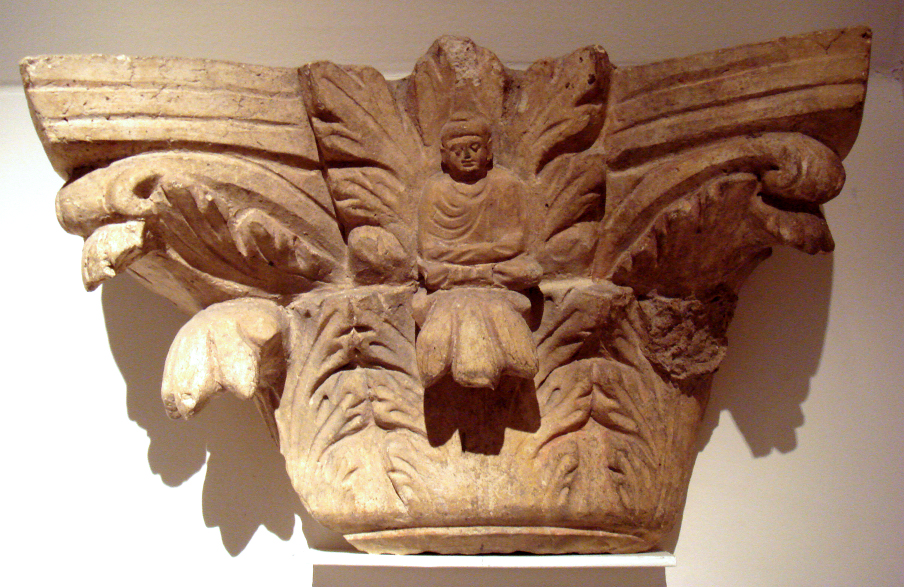
Raffigurazione del Buddha in un capitello indo-corinzio (Gandhāra, III-IV secolo) Parigi, Museo Guimet, Musée national français d'arts asiatiques.

Il capitello indo-corinzio è un elemento architettonico a coronamento di colonna o pilastro che si trovano nel nord-ovest del subcontinente indiano, e la cui caratteristica è la combinazione di elementi ellenistici con elementi indiani. Questi capitelli sono in genere dei primi secoli dopo Cristo, e costituiscono un aspetto importante dell'arte greco-buddhista del Gandhāra.

## Descrizione
I capitelli indo-corinzi mostrano una struttura complessiva che deriva dal capitello corinzio, che si era sviluppato in Grecia. L'importazione in India di questo elemento architettonico ha seguito la strada dell'espansione ellenistica in Oriente dopo le conquiste di Alessandro Magno. In particolare il regno greco-battriano, sorto nella Battriana (nord dell'Afghanistan odierno), ha fatto arrivare questo stile alle porte dell'India, in luoghi come Ai-Khanum. In India l'aspetto generale è stato spesso adattato, di solito prendendo una forma più allungata, oppure venendo combinato con elementi tipici del contesto architettonico degli di stupa e dei templi buddisti; uno dei migliori esempi di questo sincretismo è stato scavato e ricostruito a Sirkap, presso Taxila (Pakistan).
I capitelli indo-corinzi presentano anche l'inserzione di figure del Buddha o di Bodhisattva, di solito in posizione centrale e circondati dal rigoglioso fogliame della tradizione dell'ordine corinzio, o spesso alla sua ombra. Questa pratica non è limitata a India, ma anche in varie zone dell'Asia centrale. La raffigurazione di figure all'interno del fogliame dei capitelli corinzi non è invece una caratteristica prettamente orientale. Nel mondo greco antico nel Mediterraneo, delle piccole figure erano spesso inserite nella struttura dei capitelli, e fin da un periodo antico, ma di solito assumono la forma di teste o busti. Nell'arte di Gandhara invece le foglie d'acanto formano un baldacchino sopra le teste.
Nell'arte del regno di Gandhara questi capitelli sono ampiamente rappresentati nei fregi narrativi della vita del Buddha, posti in cima a pilastri che separano le varie scene. Il loro utilizzo più tardo giunge fino al V secolo.